# Maria d'Aragó i de Castella
Maria d'Aragó (Còrdova, 29 de juny de 1482 - Lisboa, 7 de març de 1517) va ser una infanta de Castella i princesa d'Aragó, filla dels Reis Catòlics, esdevinguda reina consort de Portugal (1500-1517) pel seu matrimoni amb Manuel I.

## Primers anys
Maria va ser la tercera filla dels reis Ferran II d'Aragó i d'Isabel I de Castella. Va néixer el 29 de juny de 1482 a Còrdova, ciutat on estava temporalment la reina a causa de la guerra de Granada. En el part van néixer bessones, però una d'elles va morir en néixer.
Durant els seus primers anys de vida va estar sempre al costat de la seva mare, i va viure tots els esdeveniments de la guerra. Quan es va conquerir Granada, la infanta tenia deu anys.

## Matrimoni
La infanta es va casar amb Manuel I de Portugal, vidu de la seva primera muller i germana de Maria, la infanta Isabel. Poc després de la mort d'aquesta, el matrimoni es va acordar entre el rei i els Reis Catòlics. El casament es va dur a terme per poders a Granada el 24 d'agost de 1500, i de presència el 30 d'octubre de 1500 a Alcácer do Sal.
Del matrimoni van néixer deu fills:
- Joan III (1502-1554), rei de Portugal.
- Isabel (1503-1539), casada amb l'emperador Carles V.
- Beatriu (1504-1538), casada amb el duc Carles III de Savoia.
- Lluís (1506-1555), duc de Beja.
- Ferran (1507-1534), duc de Guarda.
- Alfons(1509-1540), cardenal i arquebisbe de Lisboa.
- Maria (1511-1513)
- Enric I (1512-1580), cardenal i rei de Portugal.
- Eduard (1515-1540), duc de Guimaraes.
- Antoni (1516)

Gràcies a aquest casament es realitzà un acoblament dinàstic entre Portugal i Castella per la qual cosa, durant la crisi dinàstica portuguesa de 1580, Felip II de Castella esdevindrà rei de Portugal.

## Reina de Portugal
Va ser una dona molt religiosa i pietosa. Al llarg del regnat va protegir sempre pobres, orfes i vídues. Va fundar un convent a Berlanga per als monjos de l'orde de Sant Jeroni, que després va ser traslladat a Valbemfeito. També va aconseguir el perdó dels ciutadans de Lisboa, castigats per la gran matança de jueus de 1506.

## Mort
Va morir al Palau de Ribeira de Lisboa el 7 de març de 1517. El seu cos va ser dipositat al convent de Madre de Deus de Xabregas. Posteriorment, el 19 d'octubre de 1551, per ordre del seu fill, Joan III, iva ser enterrada a la capella major de l'església del monestir de Belem.